# Tapeinostemon adulans
Tapeinostemon adulans är en gentianaväxtart som beskrevs av Jason Randall Grant. Tapeinostemon adulans ingår i släktet Tapeinostemon och familjen gentianaväxter. Inga underarter finns listade i Catalogue of Life.